# Міжнародне морське право

Міжнародне морське право — галузь міжнародного публічного права, яке регламентує відносини між державами з питань використання світового океану.
Більшість норм міжнародного морського права об'єднані в Конвенції ООН з морського права 1982 року.